# Orientierungslauf-Junioreneuropameisterschaften
Die Orientierungslauf-Junioreneuropameisterschaften waren (inoffizielle) Meisterschaften für Junioren und Juniorinnen im Orientierungslauf. Sie wurden zwischen 1986 und 1989 viermals ausgetragen. 1990 wurden sie von den (offiziellen) Orientierungslauf-Juniorenweltmeisterschaften abgelöst.

## Austragungsorte
| Jahr | Datum            | Austragungsland        | Austragungsort   |
| ---- | ---------------- | ---------------------- | ---------------- |
| 1986 | 4. bis 5. Juli   | Ungarn                 | Pécs             |
| 1987 |                  | Vereinigtes Königreich | Ambleside        |
| 1988 | 6. bis 10. Juli  | Belgien                | Eupen            |
| 1989 | 12. bis 14. Juli | Österreich             | Seefeld/Kufstein |

## Einzel (Klassik)

### Herren
| Jahr | Gold               | Silber         | Bronze             | Anmerkungen         |
| ---- | ------------------ | -------------- | ------------------ | ------------------- |
| 1986 | Per Anders Bergman | Thomas Hjerpe  | Allan Mogensen     | 10,5 km, 18 Posten  |
| 1987 | Timo Karppinen     | Allan Mogensen | Per Anders Bergman |                     |
| 1988 | Gábor Pavlovics    | Zsolt Paroczi  | Erik Steiger       | 12,75 km, 25 Posten |
| 1989 | Alain Berger       | Jarle Ausland  | Janne Salmi        | 8,1 km, 20 Posten   |

### Damen
| Jahr | Gold               | Silber                            | Bronze          | Anmerkungen        |
| ---- | ------------------ | --------------------------------- | --------------- | ------------------ |
| 1986 | Riitta Karjalainen | Lena Molin                        | Yvette Hague    | 6,7 km, 13 Posten  |
| 1987 | Vroni König        | Riitta Karjalainen Maria Ericsson |                 |                    |
| 1988 | Vroni König        | Jana Cieslarová                   | Katalin Oláh    | 7,75 km, 16 Posten |
| 1989 | Marcela Kubatkova  | Anniina Paronen                   | Marlena Jansson | 6,1 km, 14 Posten  |

## Staffel

### Herren
| Jahr | Gold                                                      | Silber                                                     | Bronze                                               |
| ---- | --------------------------------------------------------- | ---------------------------------------------------------- | ---------------------------------------------------- |
| 1986 | Schweden Per Nordling Per Anders Bergman Anders Östberg   | Norwegen Petter Thoresen Kjetil Ulven Leif Stormer         | Schweiz Andreas Lüthi Dominik Humbel Ueli Sieber     |
| 1987 | Dänemark Thomas Nielsen Flemming Jorgensen Allan Mogensen | Norwegen Bjorn Tore Krohg Vidar Schei Leif Stormer         | Schweiz Luc Béguin Dominik Humbel Thomas Bührer      |
| 1988 | Schweden Johan Sund. Jan Olm Peter Jacobsson              | Tschechoslowakei Pavel Diabola Tomas Prokes Tomas Podmolik | Ungarn Tamas Toth Zsolt Paroczi Gábor Pavlovics      |
| 1989 | Finnland Kaj Roine Matti Karvonen Janne Salmi             | Tschechoslowakei Tomás Prokes Martin Sadilek Rudolf Ropek  | Schweden Mikael Palmberg Jimmy Birklin Klas Karlsson |

### Damen
| Jahr | Gold                                                             | Silber                                                       | Bronze                                                           |
| ---- | ---------------------------------------------------------------- | ------------------------------------------------------------ | ---------------------------------------------------------------- |
| 1986 | Tschechoslowakei Jana Ondráčková Lucie Komancová Petra Wagnerová | Norwegen Trine Antonsen Rannveig Nordhagen Marianne Fruseth  | Finnland Marja Liisa Portin Annina Paronen Riita Karjalainen     |
| 1987 | Schweden Maria Ericsson Lena Molin Anette Nilsson                | Finnland Janna Pietilä Reeta-Mari Kolkkala Riita Karjalainen | Norwegen Gro Sandstad Anne Borgen Isa Heggedal                   |
| 1988 | Schweden Marlena Jansson Anna-Karin Jansson Anette Nilsson       | Finnland Riita Karjalainen Reeta-Mari Kolkkala Kirsi Tiira   | Schweiz Maja Harzenmoser Priska Braun Vroni König                |
| 1989 | Tschechoslowakei Marcela Kubatková Marie Honzova Jana Cieslarová | Norwegen Hanne Sandstad Anne Bogren Siri Stormer             | Schweden Gunilla Svärd Anna-Karin Jansson Ann-Charlotte Carlsson |